# Liste der Monuments historiques in La Ronde (Charente-Maritime)
Die Liste der Monuments historiques in La Ronde (Charente-Maritime) führt die Monuments historiques in der französischen Gemeinde La Ronde auf.

## Liste der Objekte
| Bezeichnung                                                  | Beschreibung                              | Standort                       | Kennzeichnung | Schutzstatus | Datum | Bild |
| ------------------------------------------------------------ | ----------------------------------------- | ------------------------------ | ------------- | ------------ | ----- | ---- |
| Ziborium                                                     | Holz                                      | in der Kirche St-Pierre (Lage) | PM17001821    | Inscrit      | 1997  |      |
| Pumpe                                                        | 1877                                      | im Centre de secours           | PM17002566    | Inscrit      | 2013  |      |
| 14 Kreuzwegstationen                                         | 1850, 1860                                | in der Kirche St-Pierre (Lage) | PM17002040    | Inscrit      | 2004  |      |
| Prozessionsfahne Madonna mit Kind                            | Stoff, Mitte des 19. Jahrhunderts         | in der Kirche St-Pierre (Lage) | PM17002044    | Inscrit      | 2004  |      |
| Skulptur Christus am Kreuz                                   | Holz, 18. Jahrhundert                     | in der Kirche St-Pierre (Lage) | PM17001050    | Inscrit      | 1979  |      |
| Bekleidung eines Kirchenschweizers                           | Stoff, um 1900                            | in der Kirche St-Pierre (Lage) | PM17002041    | Inscrit      | 2004  |      |
| Prozessionsfahne der Rosenkranzbruderschaft                  | Seide, Ende des 19. Jahrhunderts          | in der Kirche St-Pierre (Lage) | PM17002043    | Inscrit      | 2004  |      |
| Instrumentalteil einer tragbaren Orgel                       | 1894                                      | in der Kirche St-Pierre (Lage) | PM17002680    | Inscrit      | 2002  |      |
| Tragbare Orgel                                               | Eichenholz, 1884                          | in der Kirche St-Pierre (Lage) | PM17000853    | Inscrit      | 2002  |      |
| Prozessionsfahne der Association de persévérance de La Ronde | Stoff, zweite Hälfte des 19. Jahrhunderts | in der Kirche St-Pierre (Lage) | PM17002042    | Inscrit      | 2004  |      |
| Prospekt der tragbaren Orgel                                 | 1894, von Louis Debierre                  | in der Kirche St-Pierre (Lage) | PM17002681    | Inscrit      | 2002  |      |